# Sagan om Isfolket
Sagan om Isfolket är en bokserie av Margit Sandemo på 47 böcker om ättlingarna till Tengel den onde av Isfolket. Serien följs upp av Häxmästaren och Ljusets rike. Alla böckerna, som är på cirka 250 sidor var, gavs ut mellan 1982 och 1989, och de har kommit ut i flera utgåvor sedan dess. Sandemo skrev böckerna på svenska, men de har sedan översatts till flera språk, bland annat norska. 2001 hade hennes böcker sålts i sex miljoner exemplar i Sverige och hon angavs då vara Sveriges mest lästa författare.
Bokserien är en släktsaga som har sin början i mitten av 1500-talet och avslutas vid 1900-talets mitt. Släkten Isfolket, stammar från en man som kallas Tengel den onde och enligt legenden sålde han sin själ till Djävulen genom en häxbrygd, kokt på alla möjliga örter. Tengel den onde grävde ner kitteln, ingen vet var. Men det sägs att om man finner kitteln så bryts förbannelsen. Till följd därav drabbas ungefär en person i varje generation av det onda arvet, vilket oftast innebär speciella krafter, ett särpräglat utseende (vissa drabbade upplevs av omgivningen som monster medan andra anses enormt vackra) och ibland även ett ont sinnelag. Handlingen kretsar till stor del runt släktens kamp mot detta arv men även kring vardagen och universella problem som läsaren kan känna igen sig i. Historiska företeelser och en hel del kända historiska personer omnämns i böckerna.
Hela Isfolkets saga består av 82 böcker.
Del 1. Sagan om Isfolket. 47 böcker. Utspelas år 1581-1960.
Del 2. Häxmästaren. 15 böcker. Utspelas år 1699 och 1715-1746.
Del 3. Legenden om ljusets rike. 20 böcker. Utspelas 1746 och 1995-2080

## Böckerna i serien
|    | Originaltitel                | Utgivningsår | ISBN               |
| 1  | Trollbunden                  | 1982         | ISBN 91-7710-001-8 |
| 2  | Häxjakten                    | 1982         | ISBN 91-7710-002-6 |
| 3  | Avgrunden                    | 1982         | ISBN 91-7710-003-4 |
| 4  | Längtan                      | 1982         | ISBN 91-7710-004-2 |
| 5  | Dödssynden                   | 1982         | ISBN 91-7710-005-0 |
| 6  | Det onda arvet               | 1982         | ISBN 91-7710-007-7 |
| 7  | Spökslottet                  | 1982         | ISBN 91-7710-010-7 |
| 8  | Bödelns dotter               | 1982         | ISBN 91-7710-016-6 |
| 9  | Den ensamme                  | 1982         | ISBN 91-7710-018-2 |
| 10 | Vinterstorm                  | 1983         | ISBN 91-7710-020-4 |
| 11 | Blodshämnd                   | 1983         | ISBN 91-7710-024-7 |
| 12 | Feber i blodet               | 1983         | ISBN 91-7710-026-3 |
| 13 | Satans fotspår               | 1983         | ISBN 91-7710-030-1 |
| 14 | Den siste riddaren           | 1983         | ISBN 91-7710-051-4 |
| 15 | Vinden från öster            | 1984         | ISBN 91-7710-053-0 |
| 16 | Galgdockan                   | 1984         | ISBN 91-7710-055-7 |
| 17 | Dödens trädgård              | 1984         | ISBN 91-7710-057-3 |
| 18 | Bakom fasaden                | 1984         | ISBN 91-7710-059-X |
| 19 | Drakens tänder               | 1984         | ISBN 91-7710-061-1 |
| 20 | Korpens vingar               | 1985         | ISBN 91-7710-082-4 |
| 21 | Vargtimmen                   | 1985         | ISBN 91-7710-084-0 |
| 22 | Demonen och jungfrun         | 1985         | ISBN 91-7710-086-7 |
| 23 | Våroffer                     | 1985         | ISBN 91-7710-088-3 |
| 24 | Djupt i jorden               | 1985         | ISBN 91-7710-090-5 |
| 25 | Ängel med dolda horn         | 1985         | ISBN 91-7710-092-1 |
| 26 | Huset i Eldafjord            | 1986         | ISBN 91-7710-108-1 |
| 27 | Synden har lång svans        | 1986         | ISBN 91-7710-110-3 |
| 28 | Is och eld                   | 1986         | ISBN 91-7710-112-X |
| 29 | Lucifers kärlek              | 1986         | ISBN 91-7710-114-6 |
| 30 | Människadjuret               | 1986         | ISBN 91-7710-116-2 |
| 31 | Färjkarlen                   | 1986         | ISBN 91-7710-118-9 |
| 32 | Hunger                       | 1986         | ISBN 91-7710-131-6 |
| 33 | Nattens demon                | 1987         | ISBN 91-7710-133-2 |
| 34 | Kvinnan på stranden          | 1987         | ISBN 91-7710-135-9 |
| 35 | Vandring i mörkret           | 1987         | ISBN 91-7710-137-5 |
| 36 | Trollmåne                    | 1987         | ISBN 91-7710-139-1 |
| 37 | Stad i skräck                | 1987         | ISBN 91-7710-141-3 |
| 38 | Små män kastar långa skuggor | 1988         | ISBN 91-7710-200-2 |
| 39 | Rop av stumma röster         | 1988         | ISBN 91-7710-202-9 |
| 40 | Fångad av tiden              | 1988         | ISBN 91-7710-204-5 |
| 41 | Demonernas fjäll             | 1988         | ISBN 91-7710-206-1 |
| 42 | Lugnet före stormen          | 1988         | ISBN 91-7710-208-8 |
| 43 | En glimt av ömhet            | 1988         | ISBN 91-7710-212-6 |
| 44 | Den onda dagen               | 1989         | ISBN 91-7710-371-8 |
| 45 | Legenden om Marco            | 1989         | ISBN 91-7710-372-6 |
| 46 | Det svarta vattnet           | 1989         | ISBN 91-7710-373-4 |
| 47 | Är det någon där ute?        | 1989         | ISBN 91-7710-374-2 |